# 潘濬
潘 濬（はん しゅん）は、中国後漢末期から三国時代の武将・政治家。字は承明。荊州武陵郡漢寿県の人。妻は蔣琬の妹。従兄は蔣琬。子は潘翥・潘祕・女子一人（孫慮の妻）。
劉表・劉備に仕え、両者から有能だと評価された。その後は呉に仕え、孫権からは特に信任され重く用いられた。『三国志』呉志 に伝がある。

## 生涯
20歳前後の時、宋忠から学問を学んだ。『呉書』によると、聡明な資質を持ち、人との応対は機敏で、その言葉は理論立っていたとされ、王粲に高く評価されたのを機に、荊州の人士の間で名声を得た。30歳以前の時、劉表に召し出され江夏郡の従事となった。当時、江夏郡が汚職官吏の横行によって統治が乱れていたが、潘濬が彼等を法に照らして処罰したので、民衆は彼の厳格な法の適用を恐れ、郡を挙げて従うようになった。その後、湘郷県令として優れた治績を上げたため、人々からの評判が極めて高くなった。
劉備が荊州を治めるようになると、その配下となり荊州の従事を務めた。劉備が益州に入ると荊州に留められ、州の事務を一任される事になった。劉備には信任されていたが、関羽は親交を結ぼうとはしなかったという。
建安24年（219年）、荊州は糜芳・士仁が寝返って、孫権に占領された。荊州にいた劉備配下の部将や役人のほとんどが孫権に帰順したが、潘濬だけは自宅に退き出頭しなかった。そのため孫権は潘濬を寝台に括り付けて自分の下に連行させ、自ら親しくその説得に当たり、心服させた。潘濬は輔軍中郎将に任じられ、荊州の軍事を委任された。まもなく奮威将軍に昇進し、常遷亭侯に封じられた。
建安25年（220年）に武陵の部従事であった樊伷が異民族（武陵蛮）をまとめあげ、黄初2年（221年）には以前の潘濬の同僚であった習珍が昭陵太守を自称し、劉備の征呉東侵に呼応すると公称した。孫権は、潘濬が樊抽達の旧知であり、荊州の事情にも通じていたため、仮節を授け諸軍を統率させ、歩騭と共に鎮圧させた。
潘濬は樊伷を評して「口先は達者ですが、実務の才能がありません。樊伷はむかし州の人々を食事に招いたおり、真昼になっても食事の支度が整わず、彼自身で十度も厨房へ立ち上がるということがありました。俳優は演技の一節を見ればわかるというものです」孫権はこれを聞き大笑いしたという。潘濬は信賞必罰をもって軍規を徹底した上で討伐にあたり、異民族を鎮撫する事に成功した。ついで習珍にも、一時は軍を引き下げて降伏を勧めたが、これは拒絶されている。
後に、周魴が魏の曹休に送った偽降の手紙によると、潘濬は異民族の降伏者を多数編入し、強大な軍勢を率いていたという。
黄武5年（226年）、古参の将軍の一族である芮玄が亡くなった後、その兵士を与えられ夏口に駐屯したという。
黄龍元年（229年）、孫権が即位すると、潘濬は少府に任じられ、劉陽侯に封じられた。やがて太常に昇進した。陸遜と共に武昌の守備にあたったという。
潘濬が荊州を治めていた時、零陵郡の重安県長であった舒燮は罪を犯して投獄された。潘濬に法に照らし合わせて処刑されかけた事があったが、孫鄰が舒邵・舒伯膺兄弟の事を持ち出して諭した為、処刑は取り止めとなり命を長らえている。
これより以前、歩騭は黄武5年（226年）に漚口へ駐屯するようになったが、驃騎将軍となった黄龍元年（229年）以降に驃騎将軍の歩騭は、漚口に駐屯すると、あたりの諸郡において兵士の募集を行って配下の軍勢いを増強したいと願いでてきた。孫権がこのことについて潘濬の意見を求めると、潘濬はいった「大きな勢力をもつ部将が民間にありますと、あたりの力を吸い尽くし秩序を乱して損害を与えます。加うるに歩騭には名声と威勢とがあって、地元の人たちにこびへつらわれたのは免れがたい、彼の申し出はご許可になってはなりません」。孫権はこの意見に従い許可しなかった。また、名声が高く横暴な振る舞いが目立っていた、中郎将である豫章の徐宗を斬った。これらは、潘濬が法を重んじて人々の評判を意に介さなかった例として挙げられている。
黄龍2年（230年）、魏の隠蕃という人物が投降し、朱拠や郝普など多くの人物が彼を賞賛したが、潘濬は投降者の彼と付き合おうとする子を叱りつけた。後に、隠蕃が密偵であったことが判明すると、潘濬の先見の明が賞賛された。
時期や経緯は不明だが、娘を孫慮に嫁がせている。
黄龍3年（231年）2月、五渓の異民族（五渓蛮）が反乱を起こすと、五万の兵を率いて出陣した。このとき、長沙にいた呂岱の協力も受け、呂拠・朱績・鍾離牧といった将軍を率いていた。234年冬11月になって、ようやく反乱を鎮圧した。このとき、数万の敵を斬るか捕虜にしたという、この時から五渓の異民族は以降衰弱し始めた。
異民族討伐を終えると、再び武昌の守備についた。
同年、蜀漢の諸葛亮が没し、その跡を受けて蔣琬が大将軍になると、彼との縁戚関係から、潘濬の蜀との内通を疑う意見が出された。これを真に受けた武陵太守の衛旌が孫権に報告したところ、孫権はそれを聞き入れず、封をしたまま潘濬に手紙を渡し、衛旌を中央に召喚し免職にした。
この頃、呂壱が家臣の昇進や処罰を妄りに行ない、権勢をほしいままにしていた。建安太守の鄭冑が呂壱の讒言により獄に下されたときも、陳表と共にこれを諌め、無罪放免にさせたという。さらに、顧雍や朱拠までもが軟禁されるという宮中の混乱に潘濬は激怒し、同じく事態を憂慮していた陸遜と協力し、呂壱の排除を計画した。呂壱は顧雍を排除した後、潘濬がその後任になることを知ると、慌てて顧雍を無罪放免とした。
潘濬は上京して孫権に直訴しようとしたが、既に孫登の諫言すらも取り上げられなかったことを知ったため、自ら殺人の罪を被ることで国のために憂いを除こうと思い、百官を全て集めその場で呂壱を殺そうと計画した。しかし、呂壱が事前に察知して参内を避けたため果たせなかった。その後も潘濬は孫権に目通りする度に呂壱の悪事を糾弾した。歩騭もまた、潘濬や陸遜の意見を支持したという。
このため孫権の呂壱への寵愛もやがて失せ、嘉禾7年（238年）に呂壱は処刑された。孫権は、自らの不明を百官に謝罪すると共に、呂壱の悪事を諌めなかった重臣も同時に糾弾した。潘濬は陸遜と共に、涙を流しながら苦しげな態度をとったため、孫権を不安にさせたという。
赤烏2年（239年）に死去。潘翥が跡を継いだが、若くして亡くなった。このため弟の潘祕が兄の後を継ぎ、孫権の姪（姉の娘）の陳氏を娶った。荊州での任務については呂岱が引き継いだ。

## 逸話
孫権は雉狩を好み、しばしば雉狩りに出かけた。潘濬はそのことで諫言を行うと、孫権は「あなたがおらなくなったあと、時たま少しだけ出かけるだけで、昔のように機会あるごとに行っておるのではない」と言った。潘濬は「天下はまだ平定されず、ご主君としてのおつとめも煩多でございます。雉狩りは不急のことでございますし、もし弓の弦が切れても矢括がこわれても、お身体を損ずることとなります。どうか特に臣にめんじておやめますように」と言った。潘濬は退出したあと、雉の羽毛で作った翳が昔どおりに置かれているのを見て、みずからそれを取り除けて壊した。孫権はそれ以後ばったりと雉狩りに出かけることをやめた。

## 評価
潘濬は、陳寿の評において「私利を求めず国家のために尽した。大胆に事を行なって節操を貫き通し、大丈夫として最高の仕事を成し遂げた」と最大級の賛辞を与えられている。当の歩騭からは高く評価されていた。
『季漢輔臣賛』では糜芳・士仁・郝普と並び、呉蜀二国において裏切り者・笑い者との評を得たとされ、これら四人が官職や字で呼ばれないのは裏切り行為に対する陳寿の気持ちを示すものである。
一方で陸機の『弁亡論』では顧雍・呂範・呂岱らと共に孫呉の主たる家臣としてその政治手腕を評価されている。
『呉書』にいう。潘濬は、聡明な資質を備え、人との応対は機敏で言葉は条理だっていた。山陽の王粲は、彼に会ってその人物を高く評価した。このことから彼の名が知られるようになり、郡の功曹に任ぜられた。

## 物語中の潘濬
小説『三国志演義』では、関羽の家臣として登場し、王甫から「信用できない小者」と評されており、また酒好きな人物とされている。物語中ではこの場面で名前が出るのみであり、糜芳・傅士仁・范彊・張達ら蜀にとっての反逆者や、徐晃・呂蒙・潘璋・朱然といった関羽を追い詰めた他勢力の人物とは違い、その後の出番も無く、死因を変えられたりもしていない。